# Podalonia argentipilis
Podalonia argentipilis là một loài côn trùng cánh màng trong họ Sphecidae, thuộc chi Podalonia. Loài này được Provancher miêu tả khoa học đầu tiên năm 1887.